# Touka-Aguillanabé
Pour les articles homonymes, voir Touka (homonymie).
Touka-Aguillanabé est une commune située dans le département de Gorom-Gorom, dans la province d'Oudalan, région du Sahel, au Burkina Faso.